# میهن من

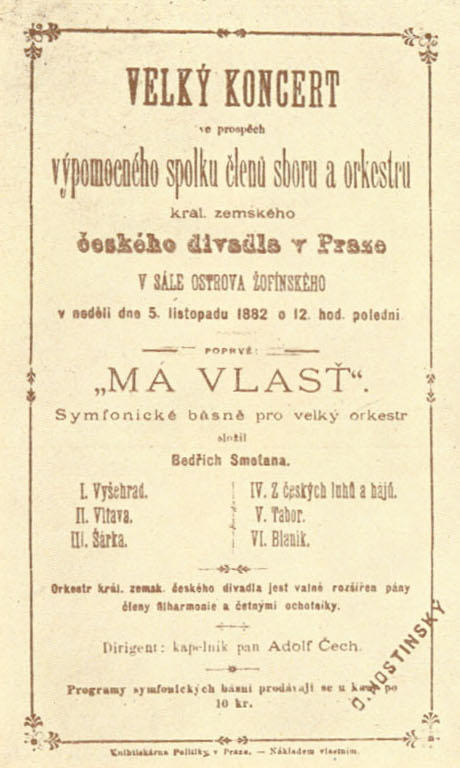
پوستر نخستین اجرای میهن من، ۱۸۸۲

میهن من (به چکی: Má vlast، ما ولاست) مجموعهٔ شش پوئم سمفونیک است که توسط آهنگساز بوهمی، بدریخ اسمتانا، در سال‌های ۱۸۷۴ تا ۱۸۷۹ میلادی، به‌طور مجزا تصنیف گردیدند. نخستین اجرای کامل آن‌ها در ۵ نوامبر ۱۸۸۲ انجام شد. این پوئم سمفونیک‌ها هرکدام برنامه (داستان) جداگانه‌ای دارند و بیانگر مناظر، افسانه‌ها و پیروزی‌های سرزمین مادری آهنگساز می‌باشند. محبوب‌ترینشان مولداوا (دومین قطعه) است.

## تاریخچه
اسمتانا در زمان تصدی رهبری ارکستر تئاتر و ادارهٔ اپرای ملی در پراگ با مخالفت و مقاومت روزافزونی روبرو گشت تا حدی که از فرط نگرانی و تأثر خاطر دستخوش افسردگی و ناراحتی عصبی شدید شد. وی بناچار در بهار سال ۱۸۷۴ از سمت خود استعفا کرد و در اکتبر همان سال قوهٔ شنوایی‌اش سخت رو به ضعف و تحلیل نهاد. در این هنگام اسمتانا از فعالیت‌های اجتماعی و هنری در خارج از خانه‌اش کناره گرفت و همهٔ نیرو و حواس خویش را صرف ساخت شش قطعه در فرم پوئم سمفونیک نمود که در مجموع به نام میهن من موسوم گردید.

## موومان‌ها

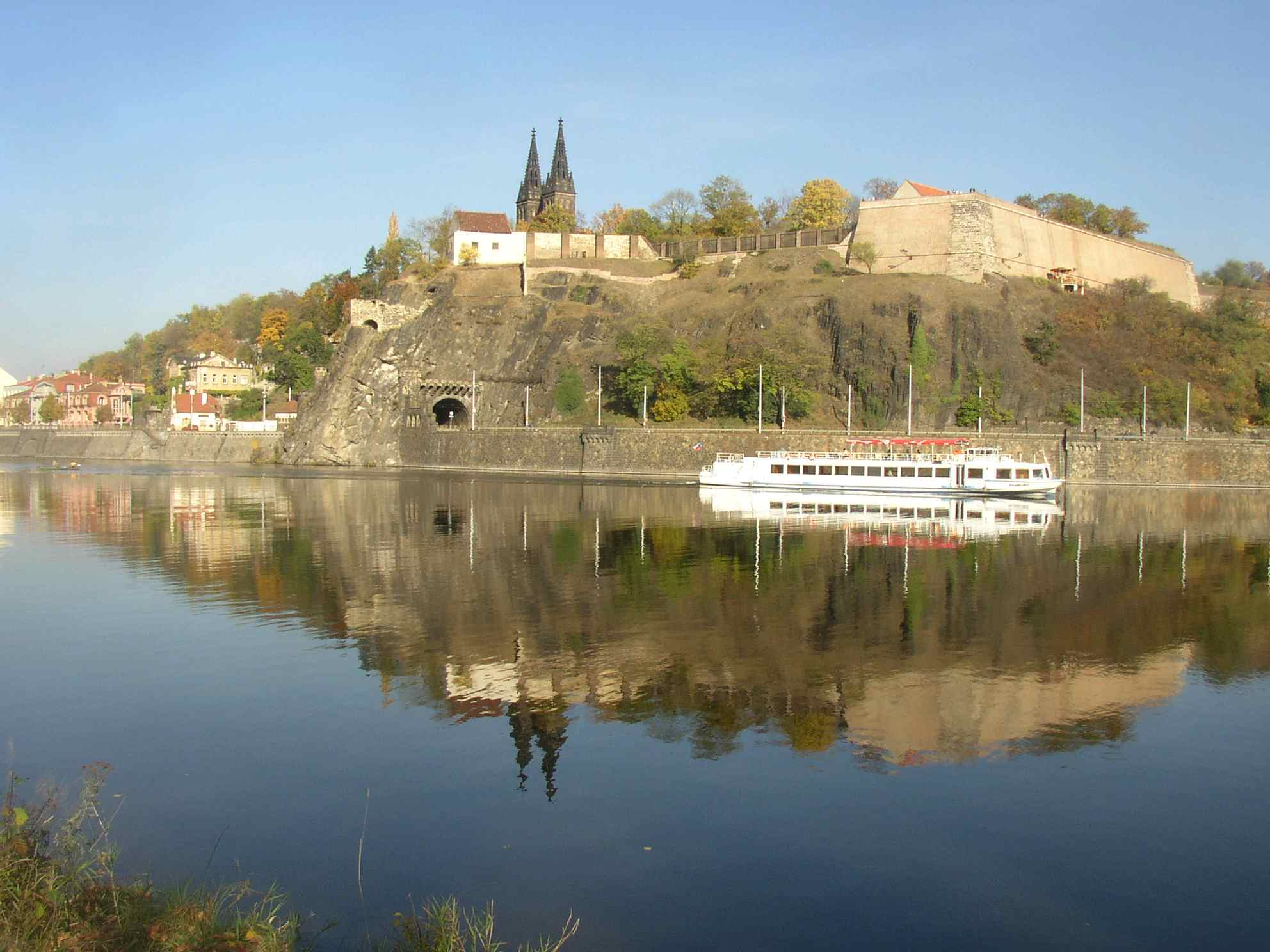
دژ ویشه‌راد بر کنارهٔ رود ولدآوا در پراگ، منبع الهام نخستین پوئم سمفونی

1. ویشه‌راد «Vyšehrad»: در سال ۱۸۷۴ تصنیف شد. نام آن از قصر باستانی پادشاهی بوهم گرفته شده‌است.
2. مولداوا «Die Moldau» یا ولتاوا «Vltava»: در سال ۱۸۷۴ تصنیف شد و برای نخستین بار در ۱۸۷۵ میلادی اجرا گردید. نام آن از رودخانهٔ ولدآوا گرفته شده‌است و توصیف‌کنندهٔ مناظر این رودخانه از سرچشمه‌اش تا ورودش به شهر پراگ می‌باشد. اسمتانا یک آواز فولکوریک قدیمی چکی را به عنوان تم اصلی «رودخانه» بکار برده‌است. برنامهٔ توصیفی که به همراه پارتیسیون اثر آمده‌است حاکی از آن است که موسیقی، صحنه‌هایی را دنبال و توصیف می‌کند که رودخانه از میان آن‌ها می‌گذرد. جنگل‌ها، مرغزارها، مکان‌های تاریخی و همهٔ نکاتی که از اثر دیدار آن نقاط به خاطر متداعی می‌شود؛ از جمله ضیافت و شادمانی حوریا آبزی. مولداوا قطعه‌ای میهن‌پرستانه است و نشان‌دهندهٔ علاقهٔ اسمتانا به سرزمین مادری‌اش می‌باشد. مولداوا محبوب‌ترین قطعه در میان شش پوئم سمفونیک است.[یادداشت ۱][۳]
3. شارگا «Šárka»: دره‌ای در شمال پراگ که نام آن از یکی از قهرمانان اساطیری مؤنث بوهم گرفته شده‌است و بیانگر ماجرای انتقام افسانه‌ای او است. این قطعه در سال ۱۸۷۵ پدید آمد.
4. از مرغزارها و جنگل‌های بوهم «Z c̆eských luhů a hájů»: نام آن به مناظر و جنگل‌های اطراف رود البه اشاره دارد. تصنیف این قطعه در سال ۱۸۷۵ پایان یافت.
5. تابور «Tábor»: استقامت جنگاوران چک. در این قطعه که در سال ۱۸۷۸ تصنیف شد، آوازهای رزمی هوسی‌ها معرفی می‌شود.
6. بلانیک «Blanik»: تپه‌ای که قهرمانان و جنگاوران هوسی ضمن عقب‌نشینی خود بدان پناه بردند تا بار دیگر نیروهایشان را جمع‌آوری کنند و به جنگ نهایی برای آزادی سرزمین مادری مبادرت ورزند. این قطعهٔ پایانی در سال ۱۸۷۹ ساخته شد.[۱][۴]

## یادداشت
1. ↑  مولداوا نام آلمانی و ولتاوا نام چکی است.